# Trương Duy Toản
Trương Duy Toản (1885-1957), tự Mạnh Tự, bút hiệu Đổng Hổ, là một nhà văn, nhà báo, nhà soạn tuồng, nhà cách mạng Việt Nam ở nửa đầu thế kỷ 20.

## Tiểu sử
Trương Duy Toản sinh năm Ất Dậu (1885) tại huyện Tam Bình, tỉnh Vĩnh Long. Thuở nhỏ, ông học chữ Hán, sau chuyển sang học chữ Quốc ngữ và Pháp ngữ ở Sài Gòn.
Năm 1905, ông ra trường làm Kinh lịch tại văn phòng tòa Khâm sứ Nam Vang (Campuchia).
Năm 1907, ông đổi về Sài Gòn. Tại đây, ông tham gia Hội Minh Tân do Trần Chánh Chiếu đứng đầu.
Để cổ động mọi người hưởng ứng phong trào Minh Tân, đồng thời phản đối việc chính quyền thực dân truất phế vua Thành Thái, ông viết một bài ca theo điệu "tứ đại cảnh" rồi cho đăng trên báo Lục tỉnh tân văn số 24 ra ngày 30 tháng 4 năm 1908.
Sau đó, ông sang Nhật Bản hoạt động trong phong trào Đông Du, làm thư ký cho hai nhà cách mạng là Phan Bội Châu và Kỳ Ngoại hầu Cường Để.
Tháng 9 năm 1908, để làm tan rã phong trào này, Pháp ký hiệp ước với Nhật Bản. Theo đó, Nhật Bản sẽ không cho các nhà cách mạng và lưu học sinh Việt Nam ở đất nước của họ nữa. Do đó, một số phải sang Trung Quốc, một số phải trở về nước, trong đó có Trương Duy Toản.
Năm 1910, ông cho xuất bản quyển tiểu thuyết Phan Yên ngoại sử tiết phụ gian truân và gây được tiếng vang. Theo GS. Nguyễn Huệ Chi, ông viết truyện này trong khoảng thời gian ông đang là một thành viên nồng cốt của Việt Nam Quang phục hội ở Nam Kỳ 
Năm 1913, Trương Duy Toản bí mật đến Thượng Hải tìm gặp Cường Để. Gặp lúc nhà cách mạng này đang gấp rút khởi hành sang Châu Âu để vừa tránh bị cảnh sát Hương Cảng khủng bố, vừa để tìm gặp các nhà yêu nước ở bên ấy, Trương Duy Toản bèn đi theo để làm thông dịch viên
Đến Paris, Trương Duy Toản nhận sứ mệnh gặp Phan Châu Trinh, nhờ đưa thư Cường Để lên chính phủ Pháp phê phán chính sách thuộc địa ở Đông Dương. 
Theo GS. Nguyễn Huệ Chi, thì khi Trương Duy Toản ở đây, nhờ tiếp xúc với Toàn quyền Đông Dương Albert Sarraut (vừa từ Sài Gòn về Pháp để gặp Cường Để) mà biết được ý định của Pháp là muốn bắt giữ Cường Để, nên vị hoàng thân này đã kịp trốn về Trung Quốc, chỉ có ông Toản và Đỗ Văn Y thì bị Pháp bắt được, đưa đi quản thúc tại Pyrénées, rồi giam vào ngục Santé Prison de la Sant. Khoảng năm 1916, Trương Duy Toản bị trục xuất về nước, rồi bị nhà cầm quyền Nam Kỳ đưa xuống an trí ở làng Nhơn Ái, huyện Phong Điền, tỉnh Cần Thơ .
Trong những ngày bị quản chế, ông sáng tác các bài ca cho ban nhạc tài tử Ái Nghĩa để ca trong các thôn xóm. Nghe tiếng ông, nhóm Sa Đéc–Amis của ông bầu Trần Văn Thận (André Thận) có nhờ ông soạn các bài liên ca như "Bùi Kiệm thi rớt trở về", "Kim Kiều hạnh ngộ" phổ theo điệu tứ đại oán để trình diễn. Đấy chính là các bài ca ra bộ (tức là lối kể chuyện bằng lời ca có kèm điệu bộ để minh hoạ nội dung) ra đời năm 1917.
Được người dân ưa thích, ông tiến thêm một bước nữa là soạn hẳn thành vở cải lương, đó là ba vở: Lục Vân Tiên, Kim Vân Kiều (hồi 1) và Lưu Yến Ngọc cứu cha đại hiếu; trong đó "vở Kim Vân Kiều là vở ăn khách nhất của gánh thầy Năm Tú" (lời của nghệ sĩ Ba Vân).
Thấy đối phương đã ít theo dõi mình, lại được sự giúp đỡ của Trần Chánh Chiếu và Nguyễn Văn Của (một ông chủ nhà in được nhà cầm quyền Pháp nể trọng), Trương Duy Toản bèn trở lại nghề báo.
Năm 1919, Trương Duy Toản viết cho tờ Thời vụ báo ở Sài Gòn. Năm 1924, ông làm chủ bút tờ Trung Lập (đồng thời giữ mục "Thiên hạ đồn" được nhiều người đọc) cho đến 1933.
Năm 1930, ông viết cho tờ Sài Thành. Sau khi tờ này bị đóng cửa, năm 1936, ông chủ trương tờ Dân quyền (do Cendsieux đứng tên xin thành lập), nhưng rồi bị tịch thu ngay từ số đầu vì có bài vận động cho Đông Dương đạị hội.
Những năm kháng chiến chống Pháp (1946-1954), ông sống tại Sài Gòn với nghề làm báo. Năm 1955, ông viết một hồi ký Phong trào cách mạng trong Nam Kỳ (đăng liên tiếp trên tuần báo Tiến thủ của Lê Văn Thử với bút hiệu Đổng Hổ). Đây là tác phẩm cuối cùng của ông.
Cuối đời, ông về an dưỡng ở khu Thanh Đa (Sài Gòn). Năm 1957, Trương Duy Toản mất, thọ 72 tuổi, được đưa về an táng tại quê nhà (Tam Bình, Vĩnh Long).

## Tác phẩm
Về văn, các tác phẩm chính của Trương Duy Toản, có:
- Phan Yên ngoại sử tiết phụ gian truân (tiểu thuyết lịch sử viết theo lối chương hồi, F.H.Schneider xuất bản, Sài Gòn, 1910). Theo Nguyễn Huệ Chi thì cốt truyện ly kỳ nhưng cách kể quá vắn tắt, nhiều chỗ còn sáo và biền ngẫu [1]. Tuy nhiên, tác giả cũng đã gửi gắm được lòng yêu nước và ý chí khôi phục lại độc lập cho đất nước của mình (nhận xét của Đoàn Lê Giang).
- Truyện Đơn Hùng Tín An Nam tục kêu Ba Tính (truyện. Nhà in Xưa Nay, Sài Gòn, 1925). Theo Bằng Giang thì ở đây ông đã dựng lại chân dung của một đại ca phản phất hình ảnh của nhóm anh hùng Lương Sơn Bạc trong truyện Thủy Hử[5].
- Phong trào cách mạng trong Nam (hồi ký, 1956).

Ca ra bộ;
- Bùi Kiệm thi rớt trở về (1917)
- Kim Kiều hạnh ngộ (1917)

Về tuồng, có:
- Kim Vân Kiều.
- Lục Vân Tiên (1920).
- Trang Châu mộng hồ điệp (1923).
- Hạnh Nguyên cống Hồ.
- Trang Tử cổ bồn ca (1923).
- Lưu Yến Ngọc cứu cha đại hiếu (đã diễn, sau in thành sách năm 1930).